# Adolph Fredric Neuman
Adolph Fredric Neuman, född 24 januari 1746, död efter 1789, var en svensk skådespelare, poet, kritiker, dramatiker. Han var en välkänd skådespelare och ansedd som en begåvad poet under sin tid, men även som en "äventyrare". Han var verksam i Stenborgs Sällskap och i Comediehuset.   

## Biografi
Neuman var son till en konverterad judisk rabbin, pagehovmästare och professorn i orientaliska språk vid Uppsala Christian August Ernst Neuman (d. 1750). Fadern, hovinköpare Ernst Neuman, hade 1748 avskedats och arresterats men flytt utomlands, och modern hade dött 1752, varpå Neuman hamnat på barnhem, först i Stockholm, sedan Göteborg, där han var tryckarlärling innan han blev skådespelare.
Han var 1767-68 anställd i Stenborgs Sällskap, 1768-70 i Seuerlingske Comoedie-Trupp, 1774-76 och 1780 hos Stenborgs Sällskap, 1781-83 vid Comediehuset. Han skrev 1767-89 många dikter som publicerades som insändare i tidningarna i de städer han passerade, han skrev dikter till begravningar, fester etc och recenserade musik och teater. Han skrev pjäser åt Stenborgs Sällskap, första gången i Humlegårdsteatern 1773, då han skrev en hyllningsprolog framförda av grekiska gudar över statskuppen 1772. 1774 fick han Don Ranudo de Colibrados som recett, där han spelade Harlekin efter Jean Löfblad. 1785 var han lärare i läsning, skrivning, tyska och kristendom i Norrköping, 1788-89 var han journalist i Kalmar.          
Han var ofta inblandad med polisen och beskrivs som en äventyrare. 1775 sattes han i fängelse i Göteborg för att i Hwad Nytt?? Hwad Nytt?? ha kritiserat det nattliga utegångsförbudet för de som inte bar lyktor, då han släpptes ut fälldes han för otukt sedan han publicerat detaljer ur ett rättegång mellan ett äkta par, där han hjälpt frun med råd, arresterad för att ha fått två män att komma med korruptionsanklagelser mot borgmästaren i Lund, dit han sänts för att avtjäna straffet, slogs med vakten då han blivit berusad under en permission och dömdes till döden, friades, återvände till Stockholm, invecklade sig i stämningar som han arresterades för 1778 (då gift), förvisades ur staden; 1783 varnades i en tidning i Göteborg för att han ägnade sig åt keditförfalskning, arresterad 1784 för "oanständighet" i Jönköping, arresterad för förfalskning i Norrköping 1786, för slagsmål i Kalmar 1788.